# Forngeorgiska
Forngeorgiska (georgiska: ენაჲ ქართული, enaj kartuli, karternas språk) var språket i det gamla kungariket Georgien i Kaukasien. Forngeorgiska var skriftspråket för alla etnografiska grupper av georgier med början på 400-talet f.Kr. fram tills den moderna georgiskan tog över på 1600-talet.

## Räknesystem
De grundläggande siffrorna i forngeorgiskan är:
1. erti
2. ori
3. sami
4. otchi
5. chuti
6. ekwsi
7. ʃwidi
8. rvaj
9. cchraj
10. ati
11. atertmetˀi
12. atormetˀi
13. atsametˀi
14. atotchmetˀi
15. atchutmetˀi
16. atekwsmetˀi
17. atʃwidmetˀi
18. atrvametˀi
19. atccheametˀi
20. oci

30 = ocdaati, 40 = ormeci, 50 = ergasisi, 60 = sameoci, 70 = sameocdaati, 80 = otchmeoci, 90 = otxmeocdaati, 100 = asi.
| Wikipedia Incubator | Wikimedia Foundation har en testupplaga av Wikipedia på Forngeorgiska. |